# داي جونز
داي جونز (بالإنجليزية: Dai Jones)‏ (31 مارس 1941 في المملكة المتحدة - ) هو لاعب كرة قدم بريطاني في مركز الهجوم. لعب مع نادي تون بينتري ونادي ميلوول ونيوبورت كونتي ونادي مانسفيلد تاون ونادي باث سيتي وTrowbridge Town F.C. ‏.